# Јеленак
Јеленак (лат. Lucanus cervus) је врста тврдокрилца из породице јеленака (Lucanidae). У народу је такође познат под називом буба љељен. Тамносмеђе је боје (скоро црне) и веома је крупан (дужина тела је 3-8 cm). Мужјак и женка се разликују по томе што мужјак има велика клешта („рогове“) која му служе за борбу са супарницима. Клешта мужјака могу бити дугачка скоро колико и читаво тело. На Црвеној листи IUCN је наведен као таксон за који постоји мали ризик од изумирања.

## Име
Назив потиче од сличности са јеленом, тј. због „рогова“ које има мужјак.

## Таксономија
Јеленак спада у род Lucanus у оквиру породице Lucanidae. У роду постоје два подрода: Lucanus Scopoli, 1763. и Pseudolucanus Hope i Vestvood, 1845. Врста L. cervus садржи четири подврсте. Номинална подврста L. cervus cervus (Linnaeus, 1758) успостављена је првобитним описом врсте 1758. Постоје још три подврсте, а то су L. cervus judaicus, Planet, 1900, L. cervus laticornis Deirolle, 1864 и L. cervus turcicus Sturm, 1843.

## Опис
Значајно је изражен полни диморфизам, при чему мужјаци имају проширене мандибуле које су упадљиво веће од мандибула женки. Иако мандибуле мужјака изгледају претеће, оне су преслабе и не могу нанети бол. Ипак, женке могу нанети болан угриз. Ова врста је научно и народно име добила захваљујући сличности мандибула мужјака са роговима јелена као и због сличне употребе ових структура.
Величина одраслих јединки варира између различитих подручја дистрибуције, на пример јединке из Шпаније, Немачке и Холандије су веће од оних из Белгије или Велике Британије. Мужјаци су дугачки око 3,5 до 8 cm, а женке око 3 до 5 cm.

## Распрострањење
Јеленак је распрострањен широм Европе. У Немачкој је распрострањен углавном на југу, а одсутан је са територије Ирске. У Мађарској је ова врста распрострањена у брдовитим и планинским пределима. У Румунији је распрострањена, посебно у брдовитим пределима са падинама изложеним сунцу. Јавља се и у европском делу Турске. У Италији је углавном распрострањена у северном и централном региону. У Шпанији и Португалу присутан је само на северу. У Британији је распрострањење ове врсте углавном ограничено на југоисток државе. Ова врста је данас изумрла у Данској и Летонији. Такође се налази на Кавказу, Малој Азији, Сирији и западном Казахстану. Ареал врсте се тренутно повећава на територији Хрватске и Словачке.

## Животни циклус
Одрасле јединке се јављају крајем маја све до почетка августа, а најактивнији су у вечерњим сатима. Женке полажу јаја у комад трулог дрвета дубоко у земљи. Ларве које су слепе и имају облик слова "С", хране се трулим дрветом на разним местима, пањевима, старом дрвећу и грмљем, трулим оградама, компостним хрпама и лишћем. Ларве имају мекано, провидно тело кремасте боје са шест наранџастих ногу и наранџастом главом. На ногама имају чешљеве које користе за комуникацију са другим ларвама. Ларве пролазе кроз неколико стадијума развића, па им је потребно 4 до 6 година да постану лутке.
Одрасли живе само неколико недеља, хранећи се нектаром и соком дрвећа. Њихов спор, лепршав лет, обично у сумрак, ствара карактеристичан звук зујања. Мужјаци лете чешће у односу на женке.

## Слике
- Женка
- Мужјак са стране
- Клешта мужјака